# Look Away (пісня Darude)
 «Look Away» — пісня Darude і Себастьяна Реймана. Вона представляла Фінляндію на конкурсі Євробачення 2019 в Тель-Авіві, Ізраїль.

## Євробачення
Пісня представляла Фінляндію на пісенному конкурсі Євробачення 2019, після того, як Darude і Себастьян Рейман були відібрані через Uuden Musiikin Kilpailu 2019, національний відбір Фінляндії на Євробачення. 28 січня 2019 року було проведено спеціальний розіграш, який помістив кожну країну в один з двох півфіналів, а також у якій половині шоу вони виступатимуть. Фінляндія була розміщена в першому півфіналі, який відбудеться 14 травня 2019 року, й виступила у першій половині шоу. Після того, як всі конкуруючі пісні для конкурсу 2019 року були випущені, порядок виконання півфіналів вирішувався виробниками шоу, а не через інший розіграш, так що подібні пісні не розміщувалися поруч один з одним. Фінляндія виступила третьою та не змогла увійти до десятки лідерів, тим самим не проушовши до гранд-фіналу.

## Трек-лист
| Digital download | Digital download                     | Digital download |
| #                | Назва                                | Тривалість       |
| ---------------- | ------------------------------------ | ---------------- |
| 1.               | «Look Away» (feat. Sebastian Rejman) | 2:59             |